# Serra de la Torre del Milà
La Serra de la Torre del Milà és una serra situada al municipi del Montmell (Baix Penedès), amb una elevació màxima de 775,2 metres.